# Zonneplein
Het Zonneplein is een plein in Amsterdam-Noord, de wijk Tuindorp Oostzaan.

## Geschiedenis en ligging
Het symmetrisch plein kreeg haar naam per raadsbesluit van 26 oktober 1921. Tegelijkertijd kregen ook de Zonneweg en het Kleine Zonneplein een vernoeming naar de zon. Alle straten en pleinen in de buurt zijn vernoemd naar hemellichamen. Het plein deelde oorspronkelijk de Zonneweg in tweeën, door de bouw van het Zonnehuis in de jaren dertig werd de weg fysiek onderbroken; er is geen rechtstreekse verbinding meer tussen beide delen. Zowel plein als huis zijn geplaatst in de lengteas van de weg. Hier rechthoekige dan wel vierkante plein wordt ook aangedaan door de Argostraat en Siriusstraat. Het plein werd al diverse keren opnieuw ingericht. De versie uit 2022/2023 werd op 13 mei 2023 geopend.      

## Gebouwen
Het Zonneplein is een van de pleinen met woningen annex winkels die de buurt van levensonderhoud moesten voorzien. De mensen moesten betrokken zijn bij hun buurt. In dat kader kwam ook verenigingsgebouw (later theater) 't Zonnehuis. Dat is meteen het grootste gebouw aan het plein; verder wordt het omringd door woninkjes en winkeltjes. Alles aan het plein is ontworpen door de architecten Berend Tobia Boeyinga (woon/winkels) en Jo Mulder (Zonnehuis). Zij vertegenwoordigden hier de bouwstijl Amsterdamse School. Opvallend hier zijn de poortgebouwtjes op het eind van de bouwblokken en de afwijkende balkons gedragen door metalen kolommen. De gebouwen kennen een combinatie van de kleuren geel (balkons, plinten), blauw (kolommen) en bruin (baksteen-oppervlakten). Alle woningen en winkels vormen doorlopend tot Siriusstraat 24 en Argostraat 21-23 één gemeentelijk monument. 't Zonnehuis is rijksmonument.

## Kunst
Om het sociale leven te benadrukken werd er op het plein een muziektent geplaatst, waar lokale muziekverenigingen uitvoeringen konden geven. Het werd rond 1925 geplaatst, werd beschadigd in 1939 en ging verloren tijdens de Tweede Wereldoorlog. Verhaal gaat dat het hout werd opgestookt in de lokale kachels.
In het midden van het Zonneplein staat sinds 1990 het Monument Watersnoodramp 1960, ook wel de zonnewijzer of oude lul van Robbert Ritmeester. 
Aansluitend op het westelijk deel van het Zonnehuis werd op een blinde muur een muurschildering gezet door Hotmamahot, die de donkerte aldaar enigszins moet verlichten.  

## Afbeeldingen

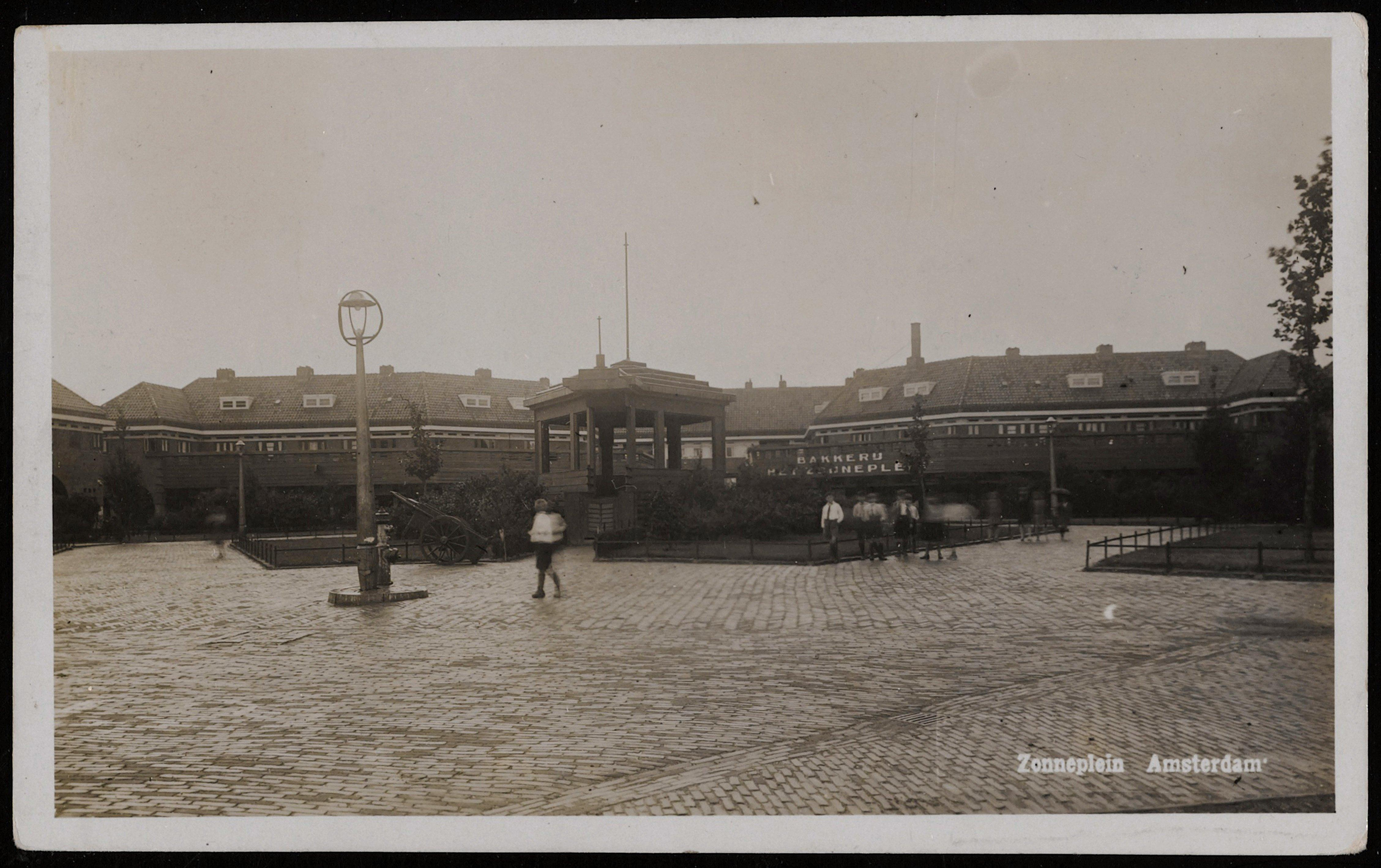
Plein met muziektent in 1925
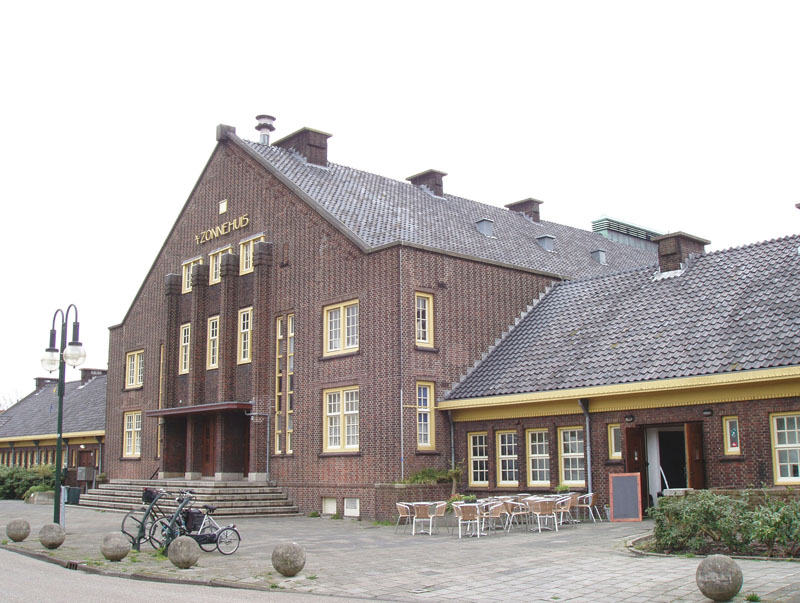
't Zonnehuis
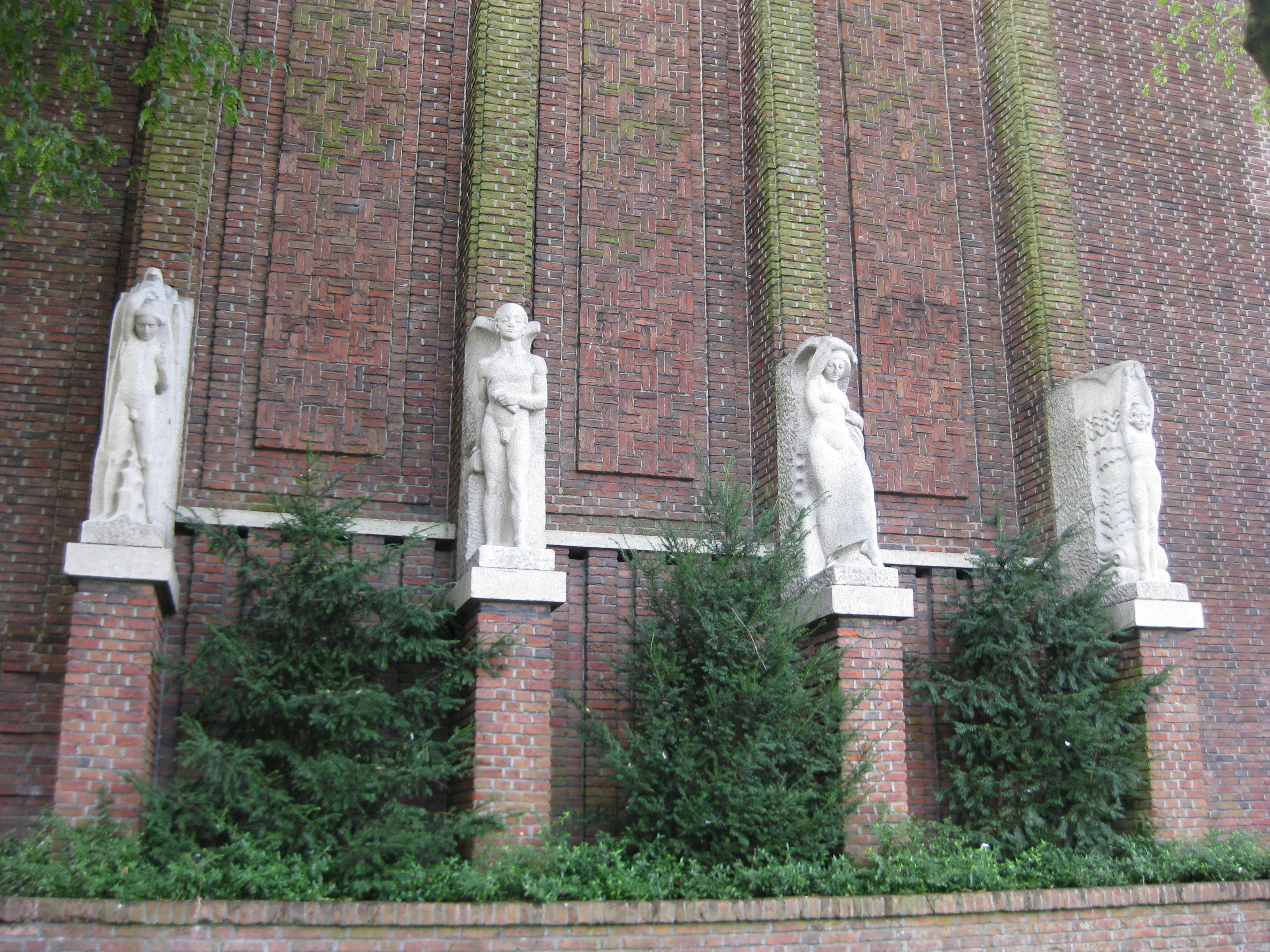
Gevelbeelden Zonnehuis
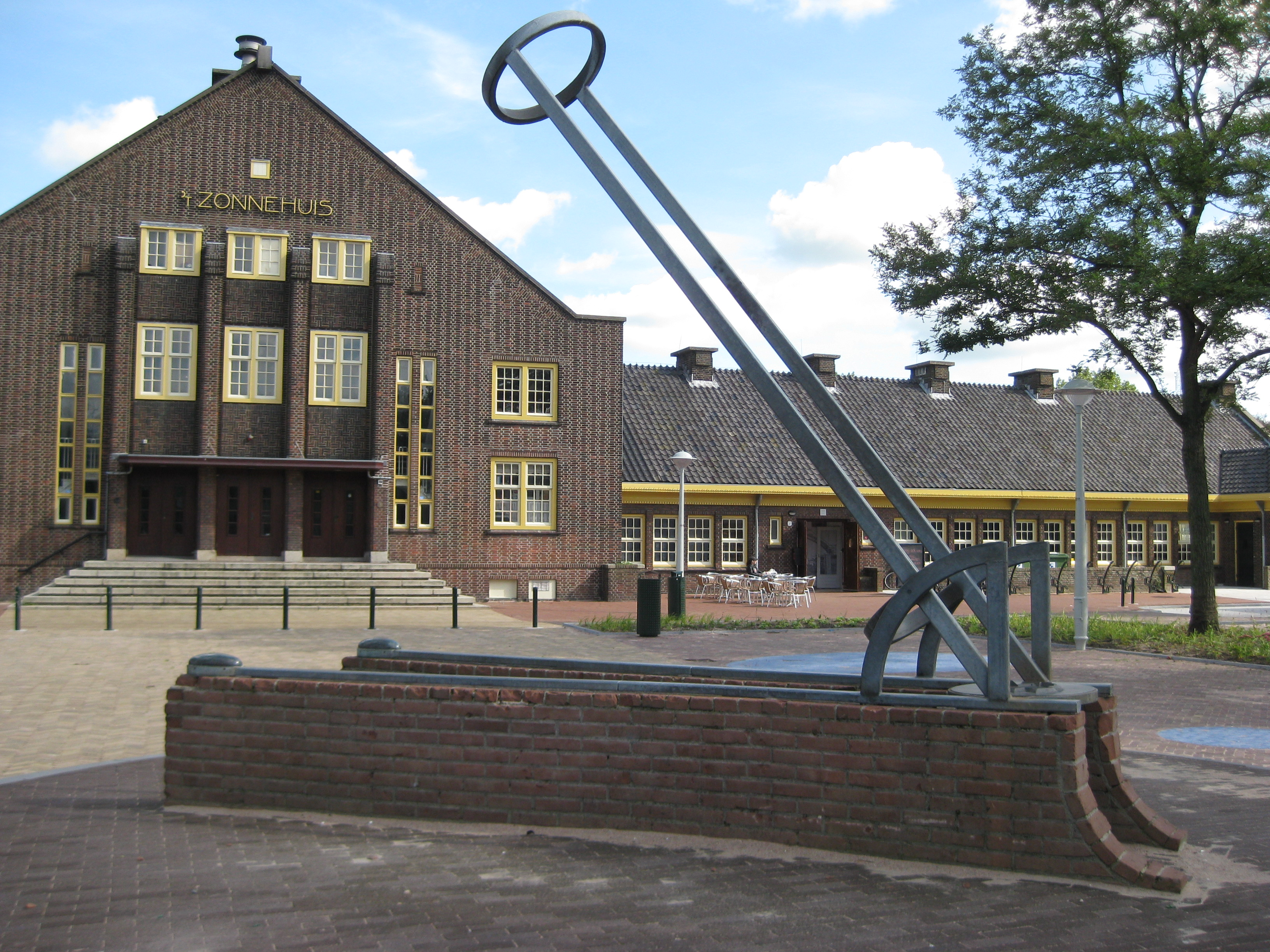
Monument Watersnoodramp 1960 Zonnewijzer van  Robbert Ritmeester, 1990
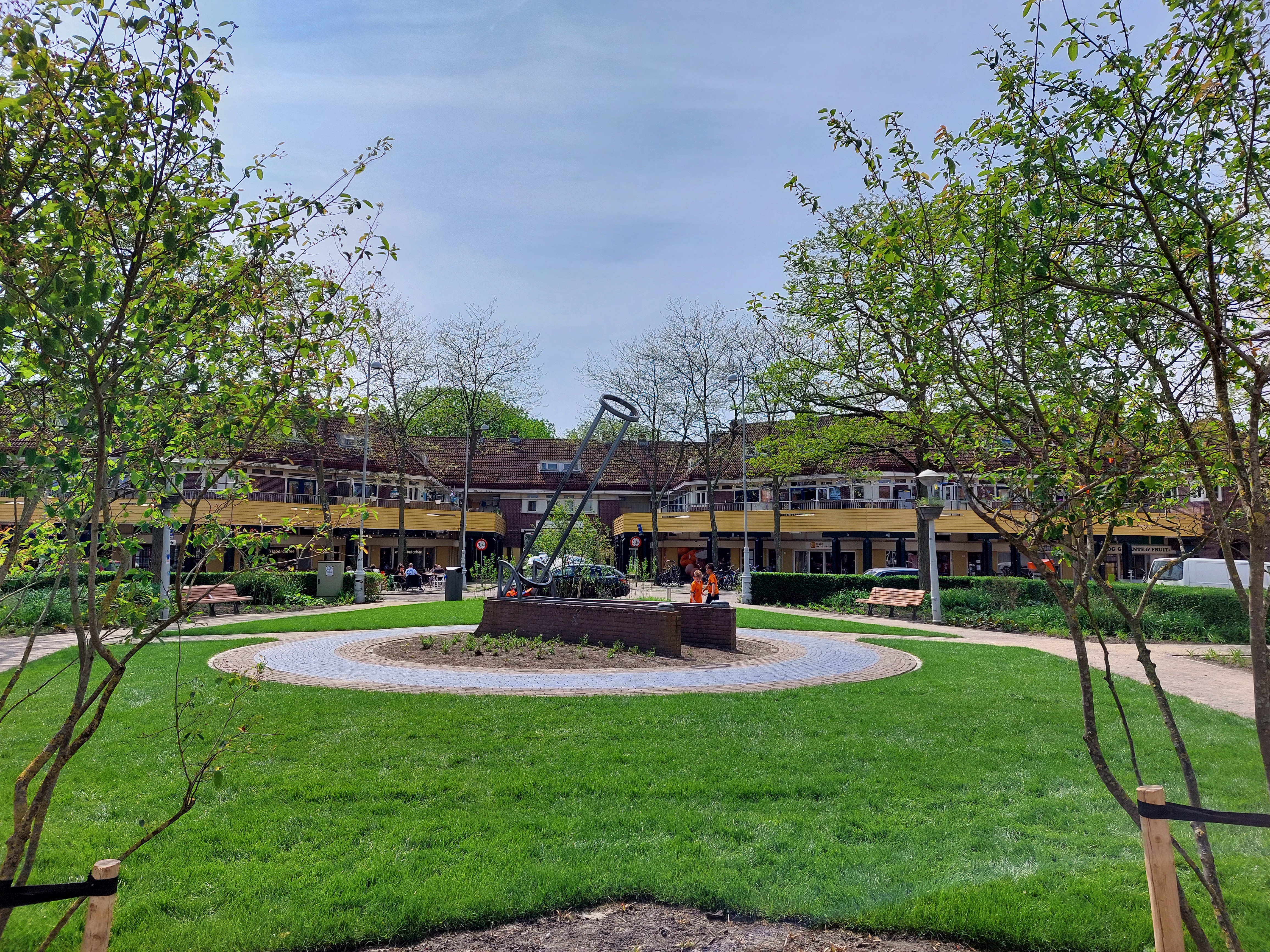
Zonneplein in 2023
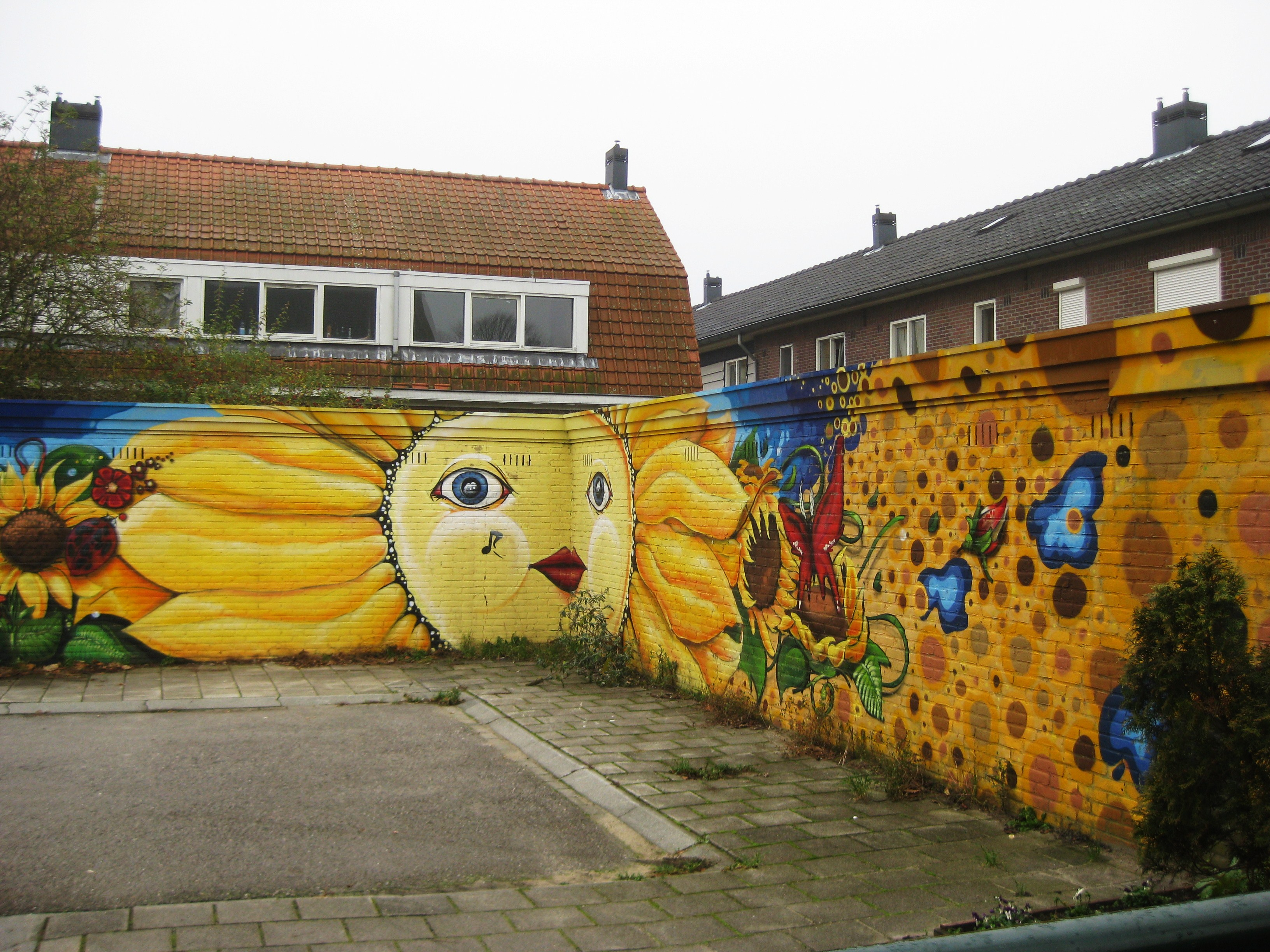
Muurschildering in Argostraat aansluitend aan het plein (noordwest) in opdracht van Ymere gemaakt door het kunstenaarscollectief Hotmamahot in 2010